# Västra Lindbergstjärnen
Västra Lindbergstjärnen är en sjö i Älvsbyns kommun i Norrbotten och ingår i Piteälvens huvudavrinningsområde. Västra Lindbergstjärnen ligger i Piteälven Natura 2000-område. Sjöns area är 0,036 kvadratkilometer och den befinner sig 241 meter över havet.